# 10928 Caprara
10928 Caprara eller 1998 BW43 är en asteroid i huvudbältet som upptäcktes den 25 januari 1998 av de båda italienska astronomerna Giuseppe Forti och Maura Tombelli vid Montelupo-observatoriet. Den är uppkallad efter journalisten Giovanni Caprara.
Asteroiden har en diameter på ungefär 13 kilometer och den tillhör asteroidgruppen Dora.